# Josef Vavroušek
Josef Vavroušek (15. září 1944 Praha – 18. března 1995 údolí Parichvost, Slovensko) byl český ekolog, publicista a politik konce 20. století.

## Život
Vystudoval strojní fakultu ČVUT v Praze. Nultý ročník absolvoval v roce 1962 jako soustružník v ČKD. Na fakultě vystudoval obor Ekonomika a řízení strojírenské výroby, dělal pomocnou vědeckou sílu u Alfonse Bašty na tématu „teorie rozhodování v ekonomii“. Během studií byl členem redakční rady studentského časopisu Buchar.
V roce 1968 se zúčastnil studentské Expedice Lambaréné směřující do nemocnice Alberta Schweitzera v Lambaréné v Gabonu. Cílem expedice, která navštívila čtrnáct afrických zemí, byla jednak materiální pomoc nemocnici, jednak podpora Schweitzerových ideálů humanismu a úcty k životu. Jednalo se o jeho životní zážitek, který do značné míry předurčil jeho příští život.
Od sedmdesátých let 20. století byl součástí ekologického hnutí, a to hlavně v rámci Ekologické sekce Biologické společnosti při ČSAV. Od roku 1975 pracoval v Ústavu pro ekonomiku a řízení v oblasti kybernetiky a teorie systémů, později se specializací na péči o životní prostředí. Zároveň přednášel na řadě konferencí a kurzů.
V září 1989 spoluzaložil Kruh nezávislé inteligence. V roce 1989 se podílel na založení Občanského fóra jako člen Koordinačního centra OF (do roku 1990). Jako první z jeho členů si uvědomil hrozící potíže s komplikovaností federálních zákonodárných orgánů a v lednu 1990 tedy předložil návrh, který měl řešit neadekvátní množství poslanců, kterých bylo v součtu sedm set. Kromě snížení počtu poslanců jednotlivých komor navrhoval především sloučit federální Sněmovnu národů s Českou národní radou a Slovenskou národní radou. V následném projednávání na půdě Občanského fóra a Veřejnosti proti násilí byl jeho návrh seškrtán na pouhé snížení počtu poslanců. V březnu 1990 byl jmenován náměstkem Státní komise pro vědeckotechnický rozvoj odpovědným za péči o životní prostředí, v červnu 1990 ministrem vlády ČSFR, předsedou Federálního výboru pro životní prostředí, a to do konce volebního období v červnu 1992. Od roku 1991 byl členem politického seskupení Občanské hnutí. Po neúspěchu Občanského hnutí ve volbách v roce 1992 inicioval v září 1992 založení nevládní neziskové organizace Společnosti pro trvale udržitelný život, jejímž byl do své smrti předsedou.
V roce 1991 zorganizoval historicky první konferenci o životním prostředí v Evropě, na kterou do Dobříše přijeli ministři životního prostředí z celé Evropy. Na tuto historickou konferenci navázal proces setkávání evropských ministrů životního prostředí známý pod názvem „Životní prostředí pro Evropu“, kterou organizuje Evropská hospodářská komise OSN. V roce 1992 se zúčastnil Konference o životním prostředí a rozvoji, tzv. Summitu Země, pořádaného OSN v Riu de Janeiru. Zde předložil neúspěšný, zato však převratný návrh na principiální reformu OSN.. Od roku 1993 byl zaměstnán na Fakultě sociálních věd Univerzity Karlovy.
Miloval přírodu a zejména hory, byl také aktivní horolezec. Tato vášeň se mu stala osudnou. Dne 18. března 1995 zahynul i se svou dvacetiletou dcerou Petrou pod lavinou v údolí Parichvost v Roháčích. Je pohřben na Vyšehradském hřbitově.

## Publikační a pedagogická činnost
Publikoval pět knih, 40 studií a asi 150 odborných článků, zejména z oblasti kybernetiky, teorie systémů, teorie rozhodování a péče o životní prostředí. Přednášel také na řadě jiných vysokých škol v českých zemích i na Slovensku a dále ve Velké Británii (Cambridge). Na jaře 1994 navštívil USA, kde přednesl 22 přednášek na univerzitách, vědeckých ústavech i státních institucích.
Na prahu sedmdesátých let pomohl Bedřichu Moldanovi s překladem a vydáním knihy Meze růstu od manželů Donelly a Dennise Meadowsových.

## Ocenění
V roce 1996 spolu s Vlado Čechem a Karlem Krylem obdržel Cenu Františka Kriegla; všichni laureáti ji obdrželi in memoriam. Roku 2002 mu prezident Václav Havel udělil in memoriam Medaili za zásluhy I. stupně.
Od roku 1996 udělovala Nadace Charty 77 na památku Josefa Vavrouška Cenu Josefa Vavrouška "za aktivní prosazování trvale udržitelného způsobu života, za činnost usilující o pozitivní řešení vzájemně spjatých ekologických, sociálních, ekonomických i dalších problémů nebo za výjimečný čin nebo činnost v oblasti ochrany životního prostředí a udržitelného rozvoje". K udělování ceny se v roce 2005 přidala Nadace Partnerství, která cenu uděluje od roku 2014 již samostatně.
Fakulta sociálních věd Univerzity Karlovy vypisuje od roku 1996 na památku Josefa Vavrouška, kde působil jako pedagog a jako proděkan pro vědu a výzkum, studentskou soutěž. Té se během jednadvaceti ročníků účastnilo (do roku 2016) ve třech vypisovaných kategoriích téměř 300 uchazečů.